# Ponzio I di Empúries
Ponzio, o Ponce o Ponç (... – 1078 circa), è stato un nobile franco, conte di Empúries e di Peralada, dal 1040 sino alla morte.

## Origine
Secondo il documenti n° CCII del Marca Hispanica sive Limes Hispanicus, datato 16 gennaio 1030, era il figlio (primogenito) del conte di Empúries e di Peralada, Ugo I e della moglie, Guisla, di cui non si conoscono gli ascendenti.
Ugo I di Empúries, secondo il documento n° 96 del 12 luglio 1036, del Recueil des chartes de l'abbaye de la Grasse, Tome I 779-1119 (non consultato), era il figlio (primogenito) del conte d'Empúries e di Rossiglione, Gausfredo I e della moglie, Ava Guisla, di cui non si conoscono gli ascendenti.

## Biografia
Di Ponzio I si hanno scarse notizie.
Sempre secondo il documenti n° CCII del Marca Hispanica sive Limes Hispanicus, datato 16 gennaio 1030, ci mostra Ponzio, che assieme al padre, Ugo I, alla madre, Guisla, e ai suoi cugini Gausfredo II, conte di Rossiglione, col fratello, Suniario, vescovo di Elne, portare a termine una vendita al Monastero di Sant Pere de Rodes, facendo riferimento ad una donazione che era stata fatta dal nonno, Gausfredo I e dallo zio (fratello di suo padre, Ugo I), Sunyer, anche lui vescovo di Elne.
Il già citato documento n° 96 del 12 luglio 1036, del Recueil des chartes de l'abbaye de la Grasse, Tome I 779-1119 (non consultato), ci riferisce che Ponzio, assieme al padre, Ugo I, alla madre, Guisla, e al fratello, Raimondo, confermarono una donazione fatta in precedenza dai suoi nonni, il conte Gausfredo I e la contessa Ava Guisla, all'abbazia di abbazia Santa Maria di Lagrasse.
Alla morte di suo padre, Ugo I, nel 1040 circa, essendo il primogenito, Ponzio gli succedette come Ponzio I, conte di Empuries e Peralada, in quanto suo fratello, secondogenito, Raimondo, si era ritirato a vita religiosa e, verso il 1060, divenne, vescovo di Elne.
Facendo riferimento al documento n°CCXXVI del 7 aprile 1044, del Marca Hispanica sive Limes Hispanicus, Ponzio I ed il cugino Gausfredo II, Conte di Rossiglione, furono chiamati a testimoniare per una donazione fatta al Monastero di Sant Pere de Rodes, unitamente dal nonno di entrambi, Gausfredo II, e dal padre di Gausfredo II, Guislaberto I.
Nel 1054, secondo il documenti n° CCXL del Marca Hispanica sive Limes Hispanicus, Ponzio, assieme alla moglie, Adelaide, ebbe un contenzioso con il Monastero di Sant Pere de Rodes, che si concluse il 6 ottobre (II Nonas Octobris) di quello stesso anno, con la firma del documento che comprovava la proprietà del monastero.
Nel 1067 circa, Ponzio I riconobbe la supremazia del conte di Barcellona, Raimondo Berengario I, divenendo suo vassallo.
Nel 1071, Ponzio era stato affiancato dal figlio Ugo nel governo della contea; infatti secondo il documenti n° 301 del Preuves delle Histoire générale de Languedoc, Tomus V, Ugo fu tra i firmatari della risoluzione del contenzioso sorto, tra il conte di Barcellona, Raimondo Berengario I ed il conte di Tolosa, Guglielmo IV, circa il castello di Laurago.
Secondo il documento n° LVI del 1074, del Cartulaire Roussillonais, vi fu una trattativa per risolvere problemi di confine tra Ponzio, e suo cugino, Guislaberto II, Conte di Rossiglione.
Non si conosce la data esatta della morte di Ponzio, che avvenne nel 1078 circa, comunque prima il 25 agosto 1079, data in cui, secondo il documento n°CCXCI del Marca Hispanica sive Limes Hispanicus, il figlio Ugo II, che gli era subentrato, risultava titolare della contea di Empúries, mentre il fratello secondogenito, Berengario aveva ereditato la contea di Peralada (contrariamente alle aspettative di Ponzio I, che avrebbe preferito che i due figli governassero insieme).

## Matrimonio e discendenza
Ponzio, come risulta dal documento n°CCXL del Marca Hispanica sive Limes Hispanicus, aveva sposato Adelaide di Besalù († dopo il 18 settembre 1064), figlia del Conte di Besalú, Bernardo I Tagliaferro, e di Toda di Provenza, che secondo le Europäische Stammtafeln, volume II, tavola 187 (non consultato), era figlia del conte d'Avignone, conte di Provenza e marchese di Provenza, Guglielmo I e della prima moglie, Arsenda di Comminges, e che, secondo il documento n° CCLVI del Marca Hispanica sive Limes Hispanicus, dopo la morte del marito, il 31 luglio 1060, fu presente alla consacrazione della chiesa di San Giovanni di Crosa, nella contea di Peralada.
Da Adelaide, ponzio ebbe quattro (o otto) figli:
- Ugo[14] († dopo del 25 marzo 1116), conte d'Empúries
- Berengario († ca. 1098), (parentela confermata dal documento n° 96 del 12 luglio 1036, del Recueil des chartes de l'abbaye de la Grasse, Tome I 779-1119 -non consultato-[3]), Visconte di Peralada e signore di Rocaberti[15].
- Ermesinda († dopo il 19 aprile 1119), che sposò il visconte Udalardo di Besalù, come risulta dal documento n° MMCCI della Colección diplomática del Condado de Besalú, Tome XV[16], che il 19 aprile 1119, redasse il proprio testamento[17]
- Ermengarda, che sposò il Conte di Besalú, Bernardo II, come risulta dal documento n°CCXC del Marca Hispanica sive Limes Hispanicus[18]
- Armengol, signore di Vilanova
- Pedro, Abate del Monastero di Sant Pere de Rodes
- Gersenda
- Guisla.

### Fonti primarie
- (LA)  Histoire générale de Languedoc, Tomus V Preuves.
- (LA)  Cartulario de Sant Cugat del Vallés, Tomos II.
- (LA)  Cartulaire Roussillonais.

### Letteratura storiografica
- Rafael Altamira, Il califfato occidentale, in "Storia del mondo medievale", vol. II, 1999, pp. 477–515
- Louis Halphen, La Francia nell'XI secolo, in «Storia del mondo medievale», vol. II, 1999, pp. 770–806
- Rafael Altamira, La Spagna (1031-1248), in "Storia del mondo medievale", vol. V, 1999, pp. 865–896
- (LA)  Marca Hispanica sive Limes Hispanicus, 1688.
- (LA)  Colección diplomática del Condado de Besalú, Tome XV.
- (LA)  Antolin Merino, Espana Sagrada, tome XLIII.